# تبعید (فیلم ۱۹۳۱)
تبعید (انگلیسی: The Exile) فیلمی در ژانر درام به کارگردانی اسکار میشو است.